# Descent 3
Descent 3 (Eigenschreibweise: Descent³) ist ein 1999 für Microsoft Windows veröffentlichter Ego-Shooter und der dritte Teil der Descent-Reihe. Das Spiel entstand bei Outrage Entertainment, einem der beiden Nachfolgerstudio des ursprünglichen Entwicklerteams Parallax Software. Das Spiel erschien über den amerikanischen Publisher Interplay Entertainment. Neben der Windows-Version existieren Portierungen für Mac OS und Linux. 2000 erschien eine Erweiterung mit dem Titel Descent 3: Mercenary. Der Quelltext des Spiels wurde im April 2024 auf GitHub zur Verfügung gestellt.

## Handlung
Descent 3 setzt die Handlung dort fort, wo sie in Descent 2 endet: Nach einem Reaktorschaden an seinem Schiff, der es manövrierunfähig macht und auf eine Sonne zutreiben lässt, wird der Spieler knapp gerettet. Es stellt sich heraus, dass der Schaden vorsätzlich vom Arbeitgeber des Spielers, der PTMC, verursacht worden ist. Es wird außerdem klar, dass die PTMC die mit einem Computervirus verseuchten Roboter für ihre eigene Zwecke missbraucht – die Weltherrschaft an sich zu reißen. Der Spieler schließt sich einer Widerstandsbewegung an, die versucht, die Wahrheit ans Licht zu bringen und die Bevölkerung zu warnen. Die PTMC versucht, dies mit allen Mitteln zu verhindern.

## Spielprinzip
Das Spielprinzip der Reihe blieb unverändert. Der Spieler steuert ein Minenraumschiff aus der Egoperspektive durch dreidimensional aufgebaute Höhlenlabyrinthe. Das Spiel erlaubt die Bewegung über alle sechs Raumachsen. Im Vergleich zum Vorgänger gibt es neue Waffen, neue Gegner und neue, komplexere Aufgaben, wie z. B. geheime Unterlagen aus einem Forschungslabor zu stehlen oder einen Forscher aus einem Gefängnis zu befreien. Descent 3 unterstützt dies durch gescriptete Abläufe, wie sie bei Erscheinen des Spiels Stand der Technik waren. Neu ist auch die Verfügbarkeit dreier verschiedener Schiffstypen, von denen zwei erst im Verlauf des Spiels zu erhalten sind. Der im zweiten Teil vorgestellte Guide Bot wurde aufgewertet. Er ist nun in das Spielerschiff integriert und kann auf Befehl ausgeklinkt werden und verschiedene Befehle ausführen. Zusätzlich gibt es auch sog. „Pickups“ für den Guide Bot. Verschiedene Pickups haben verschiedene Wirkungen, so kann z. B. der Guide Bot mit dem Feuerlöscher-Pickup das Schiff des Spielers löschen, falls sich dieses durch einen misslungenen Napalmangriff selbst in Brand gesetzt hat, oder von einem Feind angezündet wurde. Ein anderes Pickup verwandelt den Guide Bot in eine Kampfmaschine, die den Spieler unterstützt. Das Antivirus-Pickup ermöglicht es dem Guide Bot, feindliche Roboter für eine bestimmte Zeit auf die Seite des Spielers zu ziehen, sodass der ehemalige Feind Seite an Seite mit dem Spieler die Feinde bekämpft.

### Waffen
Descent 3 enthält zehn unterschiedliche Primärwaffen (diverse Laserwaffen und Kanonen), zehn Sekundwärwaffen (Raketen) und als neue dritte Gattung fünf sogenannte Abwehrmittel (automatische Waffen, Minen, Täuschkörper). Abwehrmittel finden neben dem Einzelspielermodus vor allem bei taktischen Mehrspielervarianten wie CTF und Entropy Verwendung, wo z. B. strategisch wichtige Bereiche vermint werden können.
Wie in den anderen Spielen der Serie gibt es auch in Descent 3 wieder eine Leuchtrakete, mit der die Umgebung erhellt werden kann. Anders als bei den Vorgängern verbraucht sie in Descent 3 kaum Energie. Bei Treffern richtet sie praktisch keinen Schaden an.

### Mehrspieler
Descent 3 unterstützt alle aus Descent und Descent 2 bekannten Modi, wobei der Modus Capture the Flag diesmal vollständig implementiert wurde.
Zusätzlich bietet Descent 3 noch den Spielmodus Entropy – eine sehr ausgefallene Variante eines Teamspiels, in dem jedes Team einige spezielle Räume bewachen muss, in denen wichtige Ressourcen für das Spiel produziert werden, und versucht, die entsprechenden Räume des gegnerischen Teams zu erobern. Die genauen Spielregeln sind vergleichsweise kompliziert, wenn auch zu meistern. Ein Entropy-Match erfordert hohe taktische Disziplin und fliegerisches Können, um erfolgreich abzuschneiden.

## Entwicklung
Descent 3 entstand nach der Auftrennung des ursprünglichen Entwicklerstudios Parallax Software in Volition und Outrage Entertainment, auf die sich die beiden Studiogründer Mike Kulas und Matt Toschlog nach der Veröffentlichung von Descent 2 geeinigt hatten. Sowohl Volition als auch Outrage wurden von ihrem bisherigen Publisher Interplay mit einem Entwicklungsvertrag über jeweils zwei Spiele ausgestattet. Outrage erhielt den Auftrag, Descent 3 entwickeln, während Volition erst die Weltraum-Simulation Descent: Freespace entwarf und im Anschluss Descent 4 übernehmen sollte.

## Technik
Die komplett neu entwickelte Fusion-Engine war mit der eingesetzten Portaltechnik auf der Höhe der Zeit und ermöglichte, neben den Innenbereichen auch Außengelände ohne zusätzliche Ladezeiten darzustellen. Sie erlaubte ein stark verbessertes physikalisches Verhalten von Objekten. In puncto Beleuchtung und Effekte bot die Fusion-Grafikengine inklusive prozeduraler Texturen (die man heute mit Shadern realisieren würde) alles, was technisch möglich war – auch Spiegeleffekte, Feuer, Rauch, Nebel, selbst Wettereffekte waren vorhanden. Deshalb wirkte Descent 3 auch noch mehrere Jahre nach Erscheinen grafisch sehr aktuell – und benötigt auch Hardware ab der GeForce-4-/Radeon-8500-Generation, um wirklich alle Möglichkeiten der Engine voll ausschöpfen zu können.
Für Descent 3 wurden neben einigen alten Bekannten aus Descent und Descent 2 viele neue Roboter entwickelt. In Descent 3 wirken sie aufgrund der verbesserten Grafik echter und agieren intelligenter als in den Vorgängern. Mit EAX und A3D wird die Klangerzeugung per Hardware unterstützt.

## Rezeption
Das Spiel erhielt positive Bewertungen (Metacritic: 89 von 100/ Gamerankings: 84,36 %)

„Durch so abwechslungsreiche Einsätze darf ich nur selten fliegen, die stellenweise tollen Ideen haben mir das eine oder andere »Wow!« entlockt. Für die neue Grafik-Engine gilt das allerdings nicht. Die ist zwar auf der Höhe der Zeit – Unreal sieht aber noch immer einen Zacken besser aus. Richtig gut gefallen mir die Roboterfeinde. Ich bin sonst kein Fan derartiger Metallgegner, aber die in Descent 3 sind gelungen und können in Sachen Erschreck-Effekt halbwegs mit fleischlichen Bestien mithalten. Trotzdem hat Descent 3 immer noch das Problem, das schon die Vorgänger plagte: Das bunte Treiben wirkt arg steril. So manchem Descent-Fan dürfte außerdem angesichts der knackigen Puzzles der Joystick vor Schreck aus der Hand fallen. Ich habe nichts dagegen, in Ballerorgien nachzudenken – aber in Descent 3 haben sich Rätsel verirrt, bei denen man nur mit Glück weiterkommt. Eine Empfehlung ist das Programm dann, wenn Sie eher auf tüftelige Action als auf Dauerfeuer stehen.“

Das Spiel gehörte bei den Onlinemagazinen GameSpy und GameSpot zu den Kandidaten für das Actionspiel des Jahres. Trotz guter Wertungen blieben die Verkaufszahlen aber unter den Erwartungen. Daher zeichnete das Onlinemagazin Daily Radar das Spiel mit dem System Shock Award aus, da der Kritikererfolg ähnlich wie System Shock keine positive Auswirkung auf den Absatz hatte.

## Mercenary (Add-on)
Descent 3: Mercenary ist ein Add-on für Descent 3, das ungefähr ein Jahr nach dem Hauptspiel erschien und die Vorgeschichte zu Descent 3 behandelt. Der Spieler ist darin Agent der PTMC und hat den Auftrag, die üblen Pläne ihrer Vorsitzenden S. Dravis in die Tat umzusetzen. Der Spieler erhält in diesem Add-on ein weiteres Schiff, das Black Pyro, das mehr den Schiffen aus Descent und Descent 2 ähnelt. Es enthält insgesamt sieben Einzelspieler- und vier Mehrspielermissionen, die von Spielern entworfen wurden.
Während IGN das Add-on lobte und eine Kaufempfehlung aussprach, kritisierte Gamespot das Leveldesign als langweilig und bemäkelte das Fehlen neuer Spielfunktionen. Die PC Games testierte den neuen Missionen mehr Unterhaltungswert als dem Originalspiel.
Descent 3: Mercenary war auch in der Spielesammlung Descent: Venture Pack (enthält Descent 1-3 + Mercenary) enthalten oder gebündelt mit Descent 3 erhältlich.